# Protivný sprostý holky
Protivný sprostý holky je americký komediální film z roku 2004. Režisérem je Mark Waters a scénář napsala Tina Fey. Předlohou filmu stála novela Queen Bees and Wannabes spisovatelky Rosalindy Wiseman. Ve filmu se objevily Lindsay Lohan, Rachel McAdams, Tina Fey, Lacey Chabert, Lizzy Caplan, Daniel Franzese, Jonathan Bennett a Amanda Seyfriedová.

## Děj
Cady Heron (Lindsay Lohan) žila se svými rodiči po patnáct let v Africe a nyní se vrací do Ameriky a nastupuje do školy, kde se seznamuje s Damianem (Daniel Franzese) a Janis (Lizzy Caplan). Brzy se také setkává se třemi nejoblíbenějšími holkami na škole - Reginou (Rachel McAdams), Gretchen (Lacey Chabert) a Karen (Amanda Seyfriedová) - které Cady zasvětí do jejich stylu života. Poté, co Cady začne chodit s Aaronem (Jonathan Bennett), nastává problém, Aaron je totiž bývalý přítel Reginy. Té se to samozřejmě nelíbí a rozhodne se s Aaronem znovu začít chodit. Cady se svými přáteli Janis a Daminem vymýšlí ďábelský plán, jak se pomstít.

## Obsazení
| Lindsay Lohan      | Cady Heron          |
| Rachel McAdams     | Regina George       |
| Lizzy Caplan       | Janis Ian           |
| Lacey Chabert      | Gretchen Wieners    |
| Amanda Seyfriedová | Karen Smith         |
| Jonathan Bennett   | Aaron Samuels       |
| Daniel Franzese    | Damien              |
| Tina Fey           | paní Sharon Norbury |
| Tim Meadows        | ředitel Ron Duvall  |
| Amy Poehled        | paní George         |
| Rajiv Surenda      | Kevin Gnapoor       |
| Ana Gasteyer       | matka Cady          |
| Neil Flynn         | otec Cady           |
| Daniel DeSanto     | Jason               |
| Diego Klattenhoff  | Shane Oman          |
| Nicole Crimi       | Kylie George        |
| Dwayne Hill        | trenér Carr         |